# 宗義功 (富寿)
宗 義功（そう よしかつ）は、対馬国府中藩12代藩主。ただし、第11代藩主で同母兄の猪三郎（義功）と同じ人物として藩主に擁立されたため、第11代藩主と見なされることもある。

## 生涯
安永2年（1773年）2月29日、第10代藩主・宗義暢の六男として生まれる。ただし江戸幕府の記録では兄と生年を合わせるために明和6年（1769年）生まれと報告している。天明5年（1785年）に兄で第11代藩主だった猪三郎が死去したが、猪三郎は第10代将軍・徳川家治に御目見していなかった。改易を恐れた家臣団は幕閣の示唆もあって、猪三郎の弟である富寿と種寿のうち、死去したのは種寿であるとして、富寿を義功に、種寿を富寿にそれぞれすり替え、そして富寿が家督を継いで藩主となった。ただし幕府の記録では、兄に合わせるため安永7年（1778年）相続ということにされている。
天明7年（1787年）から親政を開始し、倹約の徹底や講武所・講学所の設置などに務めたが、もともと病弱で若年のため、家臣団は主導権や交易をめぐっての派閥争いを繰り返し、藩も財政難になるなどの混乱が続いた。寛政2年（1790年）11月、従四位下・侍従・対馬守・式部大輔に叙任される。
文化9年（1812年）10月2日、家督を次男の義質に家督を譲って隠居する。文化10年（1813年）5月17日に死去した。享年41。

## 系譜
- 父：宗義暢（1741年 - 1778年）
- 母：織江、瑞祥院 - 永留藤右衛門の娘
- 正室：彰順院 - 大炊御門家孝の娘
- 側室：シケ - 大山治部允の娘
- 側室：熊 - 熊生弥五六の姉
- 側室：村上新介の娘
  - 次男：宗義質（1800年 - 1838年）
- 生母不明の子女
  - 三男：暢孫質直
  - 四男：津江左善
  - 五男：大浦伯耆
  - 女子：徳 - 松平斉典正室のち九条尚忠正室

## 偏諱を与えた人物
- 宗 功茂（かつしげ、次男で次代藩主。のち義質に改名）
- 杉村功加（宗氏家臣で、次代・義質亡き後、その遺言を偽造して政争を巻き起こす原因を作ったとされる）